# 레이겐 천황
레이겐 천황(일본어: 霊元天皇, 1654년 - 1732년)은 112대 일본 천황으로 재위기간은 1663년에서 1687년까지였다. 아명은 아테노미야(高貴宮), 휘는 사토히토(識仁)이다. 와카(和歌) 및 서도에 능했다.
1663년부터 1687년까지 재위하는 동안 1663년부터 1671년까지 메이쇼 대상왕이 섭정하였고 1671년부터 1680년까지 도쿠가와 이에쓰나가 섭정하였으며 1680년부터 1687년까지 도쿠가와 쓰나요시가 대리청정하였다.

## 약력
1654년 맏형 고코묘 천황의 양자가 되었고, 1658년에 황태자 선지를 받았다. 1663년 1월, 이복형 고사이 천황에게서 양위받아 즉위하였다. 치세기간 중 초기에는 아버지 고미즈노오 천황의 섭정을 받았고, 아버지의 사망 이후인 1680년부터 직접 정무를 맡았다. 아버지의 유지를 계승하여 황실 재흥과 독자적인 정책 전개를 목표로 했기 때문에 막부와 일정 거리를 두려 하였고, 이 때문에 「친막부파」라고 생각되는 공경은 철저하게 배제하였다.
1687년에 아들 히가시야마 천황에게 황위를 물려주고 섭정을 개시. 1694년, 천황의 성장을 이유로 섭정 중단을 선언한다. 하지만, 자신을 배제하고 전권을 휘두르던 상황의 정치에 불만을 가지던 천황은 친정을 개시하자 막부와의 관계 개선을 도모하였다. 막부는 이를 환영하여 천황을 지원하였고, 상황 역시 반대세력을 규합하여 히가시야마 천황과 후임자 나카미카도 천황에게 종종 제약을 가하기도 했다. 또한, 막부에 반대하던 태도를 바꾸어 황녀 요시코 내친왕과 쇼군 도쿠가와 이에쓰구를 약혼시켜 막부와의 제휴를 꾀했지만, 이에쓰구의 사망으로 좌절되었다. 1713년에 삭발 출가하여 법황이 되었고, 1732년에 사망하였다.

## 가족
레이겐 천황은 고미즈노오 천황의 14황자로 생모는 내대신(内大臣) 스노모투토(園基音)의 딸 구미코이다.
- 중궁: 다카쓰카사 후사코(鷹司房子)
  - 제3황녀: 마사코 내친왕(栄子内親王)
- 후궁: 마쓰노키 무네코(松木宗子)
  - 제4황자: 아사히토 친황(朝仁親王) (훗날의 히가시야마 천황)
  - 제5황녀: 도미코 내친왕(福子内親王)
  - 제6황녀: 에이슈 여왕(永秀女王)
  - 제7황자: 교고쿠노미야 아야히토 친왕(京極宮文仁親王) - 교고쿠노미야(후의 가쓰라노미야) 제6대 당주
  - 제7황녀: 우메노미야 (梅宮)
  - 8황녀: 가쓰코 내친왕(勝子内親王)
  - 8황자: 세이노미야(清宮)

- 후궁: 우구라 사네오키(小倉実起)의 딸
  - 제1황자: 사이신 법친왕(済深法親王) (출가하여 승려가 됨)

- 후궁: 보조 후사코(坊城房子)
  - 제2황녀: 겐시 내친왕(憲子内親王)

- 후궁: 아타고 후쿠코(愛宕福子)
  - 제2황자: 간류 법친왕(寛隆法親王) (출가하여 승려가 됨)
  - 제4황녀: 쓰나노미야(綱宮)

- 후궁: 고조 요코(五条庸子)
  - 제3황자: 산노미야(三宮)
  - 제4황자: 교엔 법친왕(尭延法親王) (출가하여 승려가 됨)
  - 제6황자: 다이레이인노미야(台嶺院宮)

- 후궁: 히가시카제 히로코(東久世博子)
  - 제11황자: 도쿠노미야(徳宮)
  - 제12황자: 리키노미야(力宮)

- 후궁: 今城定淳의 딸
  - 제13황자: 손쇼 법친왕(尊賞法親王) (출가하여 승려가 됨)
  - 제11황녀: 분뇨 여왕 (文応女王)

- 후궁: 니시노토인 도키나가(西洞院時良)의 딸 
  - 제1황녀: 지코인미야(知光院宮)

- 후궁:　고조 쓰네코(五条経子)
  - 제9황자: 사쿠노미야(作宮)
  - 제10황자: 쇼쿠 법친왕 (性応法親王) (출가하여 승려가 됨)
  - 제9황녀: 분키 여왕(文喜女王)
  - 제10황녀: 겐슈 여왕(元秀女王)

- 후궁: 이리에 이쓰코 (入江伊津子)
  - 제14황자: 가치노미야 (嘉智宮)
  - 제12황녀: 도메노미야 (留宮)

- 후궁: 구라하시 야스사다(倉橋泰貞)의 딸
  - 15황자: 미네노미야(峯宮)

- 후궁:　마쓰무로 아쓰코(松室敦子)
  - 제16황자: 아리스가와노미야 요리히토 친왕(有栖川宮職仁親王) - 아리스가와노미야 제5대 당주
  - 제13황녀: 요시코 내친왕(吉子内親王) - 7대 쇼군 도쿠가와 이에쓰구 약혼녀
  - 제18황자: 교큐 법친왕(尭恭法親王) (출가하여 승려가 됨)

- 후궁:　마쓰무로 나카코(松室仲子)
  - 제17황자: 손인 법친왕(尊胤法親王) (출가하여 승려가 됨)

- 후궁: 秦相忠의 딸
  - 14황자: 야에노미야(八重宮)

## 같이 보기
- 일본 천황